# KF Bashkimi Koretin
KF Bashkimi Koretin (alb. Klubi Futbollistik Bashkimi Koretin, serb. cyr. 
Фудбалски клуб Коретин Унион) – kosowski klub piłkarski, mający siedzibę we wsi Koretin, we wschodniej części kraju.

## Historia
Chronologia nazw:
- 1974: KF Bashkimi Koretin

Klub piłkarski Bashkimi został założony w miejscowości Koretin w 1974 roku.
Narastający konflikt etniczny doprowadził ostatecznie do wybuchu wojny domowej w Kosowie w latach 1998–1999. W rezultacie bombardowania Kosowo znalazło się pod tymczasowym zarządem ONZ. Kosowskie kluby wycofały się z mistrzostw Jugosławii i od sezonu 1999/2000 najlepsze zespoły występowały w Superlidze Kosowa. KF Bashkimi Koretin startował w grupie A Liga e Parë. W sezonie 2002/03 zajął ostatnie miejsce w Liga e Dytë i w następnych latach nie występował w żadnych rozgrywkach. Dopiero od 2010 ponownie grał w Liga e Dytë. W sezonie 2016/17 zajął 1. miejsce w grupie B i awansował do Liga e Parë. W sezonie 2017/18 był siódmy w końcowej klasyfikacji. W następnej edycji po zajęciu 14. miejsca występował w barażach, w których przegrał z KF Dardana i wrócił do Liga e Dytë.

## Barwy klubowe, strój
|  |  |

Klub ma barwy czerwono-białe. Zawodnicy domowe spotkania zazwyczaj grają w czerwonych koszulkach, białych spodenkach oraz czerwonych getrach.

## Sukcesy

### Trofea międzynarodowe
Nie uczestniczył w rozgrywkach europejskich (stan na 31-05-2020).

### Trofea krajowe
| \| \| Zdobyte trofea w rozgrywkach Kosowa (stan na: 31-08-2020) \| |                                                           |      |           |
| Rozgrywki                                                          | Osiągnięcie                                               | Razy | Sezon(y)  |
| Mistrzostwo                                                        | I miejsce                                                 | 0    |           |
| Mistrzostwo                                                        | II miejsce                                                | 0    |           |
| Mistrzostwo                                                        | III miejsce                                               | 0    |           |
| Puchar                                                             | zdobywca                                                  | 0    |           |
| Puchar                                                             | finalista                                                 | 0    |           |
| Puchar                                                             | 1/8 finału                                                | 1    | 2016/17   |
| II liga                                                            | I miejsce                                                 | 0    |           |
| II liga                                                            | II miejsce                                                | 0    |           |
| II liga                                                            | III miejsce                                               | 0    |           |
| II liga                                                            | 4.miejsce                                                 | 1    | 1999/2000 |
| Kosowo                                                             | Zdobyte trofea w rozgrywkach Kosowa (stan na: 31-08-2020) |      |           |

- Liga e Dytë (D3):
  - mistrz (1x): 2016/17 (gr.B)
  - 3.miejsce (1x): 2019/20

## Struktura klubu

### Stadion
Klub piłkarski rozgrywa swoje mecze domowe na stadionie Koretin w Koretinie o pojemności 600 widzów.